# Sifoe
Sifoe (Schreibvariante: Siffoe) ist eine Ortschaft im westafrikanischen Staat Gambia.
Nach einer Berechnung für das Jahr 2013 leben dort etwa 7219 Einwohner, das Ergebnis der letzten veröffentlichten Volkszählung von 1993 betrug 3240.

## Geographie
Sifoe in der West Coast Region Distrikt Kombo South liegt sieben Kilometer östlich von Gunjur entfernt. In drei Kilometer Nähe befindet sich der Fluss Allahein, der in südwestlicher Richtung in den Atlantischen Ozean fließt und gleichzeitig der Grenzfluss zum Nachbarstaat Senegal ist.